# Dorynota
Dorynota es un género de escarabajos  de la familia Chrysomelidae. En 1837 Chevrolat describió el género. Contiene las siguientes especies:
- Dorynota bidens (Fabricius, 1781)
- Dorynota boliviana Borowiec, 2005
- Dorynota matogrossoensis Borowiec, 2005
- Dorynota rileyi Borowiec, 1994
- Dorynota storki Borowiec, 2006
- Dorynota viridimetallica Borowiec, 2005
- Dorynota viridisignata (Boheman, 1854)